# سرای اولیاء

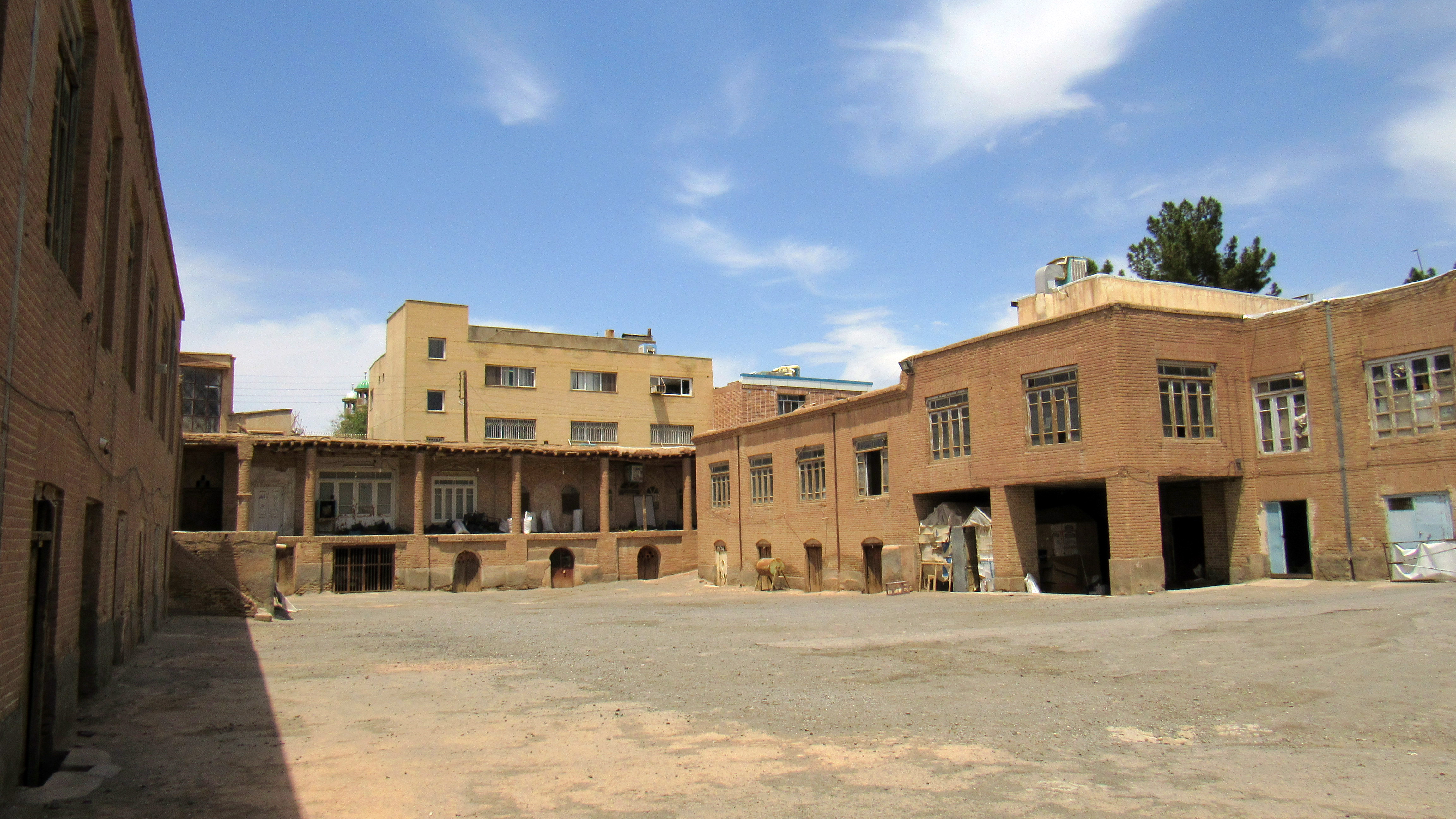
محوطه سرای اولیا

سرای اولیاء مربوط به دوره قاجار - دوره پهلوی است و در سبزوار، خیابان بیهق، حد فاصل مسجد جامع و پامنار واقع شده و این اثر در تاریخ ۲۲ مرداد ۱۳۸۴ با شمارهٔ ثبت ۱۳۱۵۵ به‌عنوان یکی از آثار ملی ایران به ثبت رسیده است.